# Sambizanga
Sambizanga è una delle nove municipalità che costituiscono l'area urbana di Luanda (municipalità dell'Angola), nella Provincia di Luanda in Angola. Il municipio di Sambizanga ha una estensione di 14.5 km quadrati e una popolazione di 244.044 abitanti (stima del 2006).